# Дворана Сант Ђорди
Дворана Сант Ђорди (шп. Palau Sant Jordi) је вишенаменска дворана у Бареселони, Шпанија. Дворану су конструисали Арата Исозаки и Мамору Кавагучи. Отворена је 21. септмебра 1990. године, а грађена је за потребе такмичења у гимнастици, рукомету и одбојци на Летњим олимпијским играма 1992. године. 
Капацитет дворане зависи од манифестације, па тако је капацитет за атлетику 12.000, кошарку и рукомет 16.500-17.000, а за концерте 24.000 места.
Дворана је 1995. године била домаћин Светског првенства у атлетици у дворани. 
Три пута је била домаћин финалне утакмице у кошаркашкој Евролиги. Било је то 1998. 2003. и 2011. године. Такође је била домаћин утакмица од четвртфинала на европском првенству у кошарци 1997. године. 
Два пута је у њој играно финале Дејвис купа. 2000. године шпанци су освојили своју прву титулу у овом такмичењу победом над аустралијанцима. Други пут су шпанци угостили чехе у финалу 2009. године и победили са убедљивих 5-0. 
Угостила је и светско првенство у воденим спортовима 2003. године када је у дворани био инсталиран привремени базен, а исти догађај ће се одржати и 2013. године када ће Барселона поновити домаћинство светског првенства.
Биће једна од шест дворана које ће угостити светско првенство у рукомету 2013. и светско првенство у кошарци 2014. године.
У дворани се често организују музички концерти великих светских звезда. 